# Tekman
Tekman (in curdo Tatos) è il capoluogo dell'omonimo distretto, nella provincia di Erzurum in Turchia.

## Geografia
La città si trova nella parte orientale della Turchia, tra le montagne dell'Altopiano armeno.

## Storia
È diventata parte dell'Impero ottomano nel 1517.

## Società
In città è presente popolazione curda e si sono registrati episodi di tensioni etniche.

## Infrastrutture e trasporti
È collegata con il capoluogo provinciale Erzurum dalla strada provinciale 25-26 che raggiunge il Palandöken Geçidi. Si tratta di una delle strade asfaltate più alte tra quelle site in paesi europei ed è soggetta a frequenti chiusure nel periodo invernale: per ovviare al problema la popolazione locale ha suggerito la possibilità di costruire un tunnel.